# Esquirol-antílop texà
L'esquirol-antílop texà (Ammospermophilus interpres) és una espècie de rosegador de la família dels esciúrids. Viu a Mèxic i els Estats Units. Ocupa diversos hàbitats rocallosos situats a serralades desèrtiques o al seu voltant, on se'l troba en zones àrides, herbassars i boscos. Als Estats Units, està amenaçat per l'ús de verí i trampes parades pels humans per caçar altres espècies.